# Dactylicapnos macrocapnos
Dactylicapnos macrocapnos là một loài thực vật có hoa trong họ Anh túc. Loài này được (Prain) Hutch. mô tả khoa học đầu tiên năm 1921.

## Hình ảnh

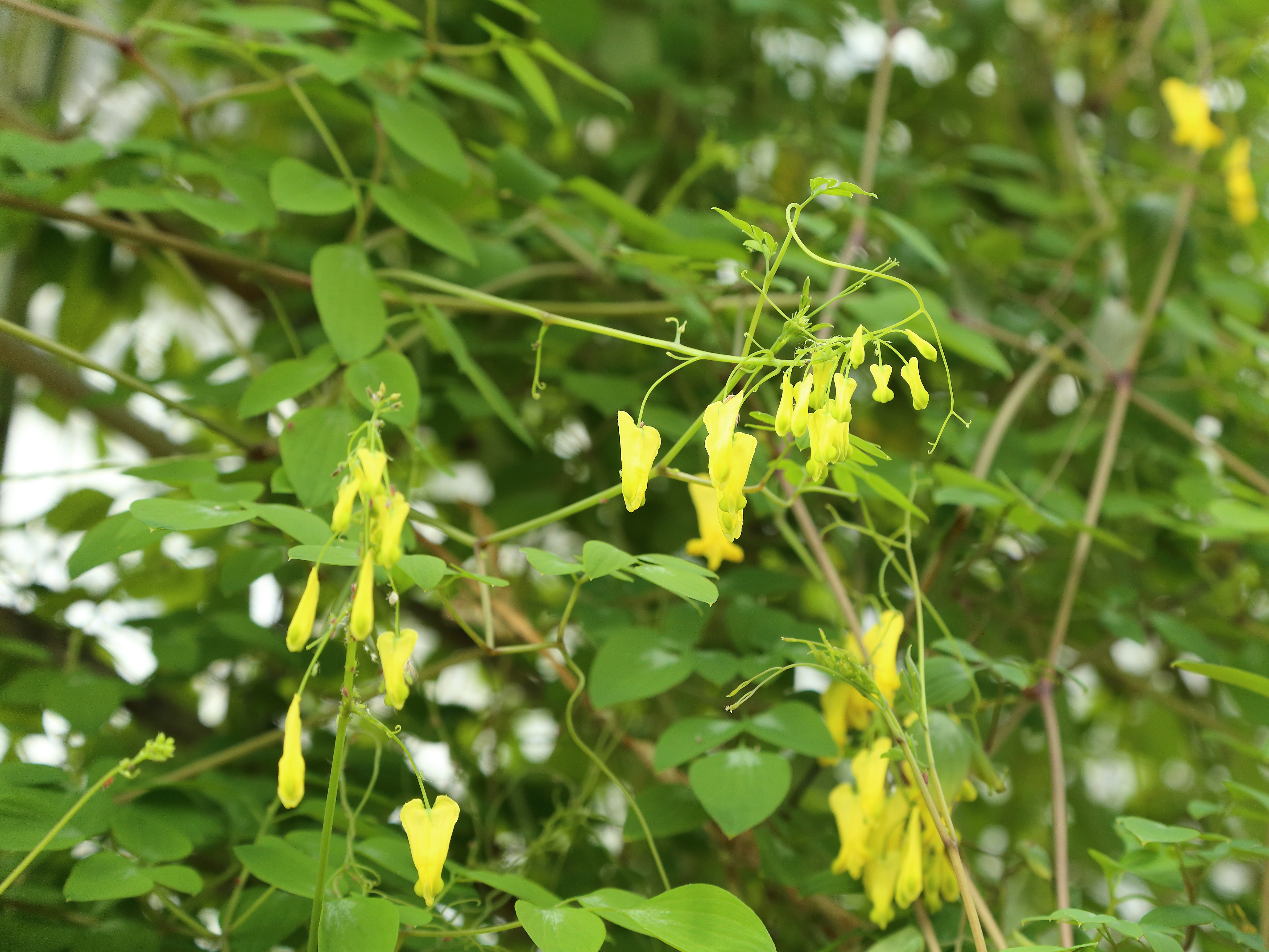